# Úmbria
L'Úmbria (Umbria en italià) és una regió centre-meridional d'Itàlia situada entre les Marques, a l'est; el Laci, al sud; i la Toscana, a l'oest. La capital és Perusa. Comprèn les províncies de Perusa i de Terni.

## Geografia
Enclavada en plena serralada apenina, és constituïda per la conca alta i mitjana del Tíber, la vall del qual separa la zona apenina, a l'est, més alta (monts Sibil·lins, 2.478 m), de la subapenina, a l'oest, amb altituds més modestes. El clima és submediterrani, amb temperatures mitjanes anuals de 13,4 °C. Les escasses possibilitats econòmiques la fan una de les regions menys poblades d'Itàlia.

## Economia
D'economia bàsicament agrícola i industrial, el 66% del territori és dedicat al conreu. Predominen els cereals (blat), la vinya i les oliveres; també hi ha ramaderia bovina, ovina i porcina.
La indústria alimentària és forta a tot el territori.
Els assentaments industrials siderúrgics, metal·lúrgics i químics es concentren a la província de Terni. El pol de Terni constitueix el 32% de les exportacions d'Úmbria.
Al pol Città di Castello - San Giustino, producció de maquinària i equips agrícoles.
A la zona de Foligno i Spello es concentren les indústries mecànica, aeronàutica, ferroviària i per a la producció de màquines-eina, coixinets i motors elèctrics.
La indústria tèxtil, cuir, confecció i pell es concentra a la zona de Perusa i a l'Alta Vall del Tíber.
Maquinària zootècnica i pinsos a Bastia Umbra.
La indústria del salami de Norcia és molt famosa a Itàlia, tant és així que moltes xarcuteries s'autodenominan "norcineria" en lloc de xarcuteria.
El turisme, com a totes les regions italianes, és un sector molt important.
La taxa d'atur és del 6,7%, inferior a la italiana (8,4%).

## Història
Úmbria fou antigament una de les principals divisions de la Itàlia central, a l'est d'Etrúria, des de la vall del Tíber fins a la mar Adriàtica. El Tíber fou sempre el límit oest però l'est va variar lleugerament segons l'època i només arribava fins als Apenins centrals després que els gals sènons conqueriren la plana fins a la mar Adriàtica vers el segle v aC.
En temps d'August fou inclosa dins la regió VI d'Itàlia juntament amb la plana costera coneguda com a Ager Gallicus. Plini el vell esmenta l'Ager Gallicus com Gallia Togata després estès a tota la Gàl·lia Cisalpina. En el període romà és clar que l'Úmbria pròpia fou una zona ben diferenciada de la plana costanera i no fou fins més tard quan el nom d'Úmbria es va tornar a estendre a les dues parts que formaven la VI regió.
El límit de l'Úmbria pel sud era Ocriculum; des d'aquí la frontera pujava per la vall del Nar que separava la terra dels sabins d'Úmbria fins a la cadena centrals dels Apenins i arribava per l'est fins a Camerinum i Matilica i fins al naixement del riu Aesis (Esino) que formava el límit d'Úmbria amb el Picé, i el Rubicó marcava el límit entre Úmbria i Gàl·lia Cisalpina pel nord. Abans de Constantí el Gran, Úmbria fou unida administrativament a Etrúria i sembla que fou el nom d'aquesta el que va predominar mentre la plana costanera de la mar Adriàtica va començar a ser anomenada Picenum Annonarium.
Els rius principals de l'Úmbria romana foren:
- Aesis (Esino)
- Sena (a la vora de Sinigaglia)
- Metaurus (desaiguava a Fanum o Fano)
- Pisaurus (a la vora de Pisaurum avui Pesaro)
- Crustumius (Conca)
- Ariminus (Marecchia) que va donar nom a Ariminum (Rimini)
- Rubicó
- Sapis
- Tinia
- Clitumnus

Ciutats d'Úmbria durant el període romà:
- A l'oest dels Apenins, de més prop a més lluny de Roma:
  - Ocriculum
  - Narnia
  - Interamna
  - Ameria
  - Carsulae
  - Tuder
  - Spoletium
  - Treba
  - Mevania
  - Hispèl·lum
  - Fulginium
  - Assisium
  - Arna
  - Tifernum Tiberinum
  - Iguvium
  - Vesionica
  - Forum Flaminii
  - Nuceria
  - Tadínum
  - Hevillum

- A l'est dels Apenins:
  - Camerinum
  - Prolaqueum
  - Pitulum
  - Matilica
  - Attidium
  - Sentínum
  - Tuficum
  - Suasa
  - Calles
  - Tifernum Metaurense
  - Urbinum Metaurense
  - Forum Sempronii
  - Urbinum Hortense
  - Sestinum
  - Pitinum Pisaurense
  - Sarsina
  - Mevaniola

- A la costa de la mar Adriàtica:
  - Sena Gallica
  - Fanum Fortunae
  - Pisaurum
  - Ariminum
  - Aesis o Aesium
  - Ostra

Les tribus esmentades són poques: sarsinats, camerts, casuentilani, dolates (salentini), forojulienses (concubienses), forobrentani, pelestini, vindinates, i viventani.
El país destacava pels seus ramats i les seves muntanyes que produïen abundant pastura pels ramats d'ovelles que eren portats cap al sud. A la part nord es produïa fruita, vi i olives.
Els umbres era un poble itàlic que ja vivia a la regió i a Etrúria des del segon mil·lenni; el cònsol romà Fabius va tenir l'aliança d'algunes tribus d'umbres mentre els etruscs van tenir la d'altres. Després de la victòria de Fabius sobre els etruscs aquestos foren derrotats dues vegades pels romans, i la segona d'aquestes victòries la va obtenir Fabius prop de Mevania el 308 aC i sembla que fou una victòria decisiva i fou seguida per la submissió de totes les tribus dels umbres a Roma. Ocriculum se sap que va entrar a l'aliança amb Roma en termes força favorables. Després d'això ja només s'esmenta una expedició contra una tribu muntanyesa d'umbres que es dedicaven al saqueig.
El 296 aC el líder samnita Gellius Egnatius va organitzar una aliança contra Roma a la que van entrar els umbres, els etruscs i els gals sènons, junt amb els samnites, però les forces aliades foren desfetes pels romans a la batalla de Sentínum. No se sap ben bé com fou però el 266 aC una tribu dels umbres (els sarsinats) es va revoltar per darrera vegada, i fou reduïda junt amb els sal·lentins.
Els tractats amb ciutats i pobles umbres foren diferents. Els més favorables era la ciutat de Ocriculum i el poble dels camerts. El districte dels gals sènons fou ocupat per colònies romanes entre les quals Sena Gallica (289 aC), Ariminum (268 aC) i Pasaurum (183 aC). Una part de l'Úmbria fou dividida entre ciutadans romans segons una llei del tribú C. Flaminius el 232 aC i la resta del territori va romandre com a territori aliat de Roma, territori que fou fidel a Roma fins i tot durant l'avanç d'Hanníbal.
A la guerra social els umbres es van revoltar com altres regions i foren derrotats pels llegat C. Plotius; per assegurar la seva fidelitat els fou concedida la ciutadania el 90 aC junt amb els etruscs. Després ja no van existir els umbres com a nació i només Úmbria com a divisió administrativa.
Més tard el nom d'Úmbria es va donar a la regió que formava el ducat llombard de Spoleto i més endavant a la regió sota sobirania del Papa amb capital a Spoleto. Va esdevenir província de Perusa al segle xiii. El domini eclesiàstic respectà les autonomies i hegemonies locals, però impedí la formació de grans dominis senyorials, gràcies sobretot a l'actuació del cardenal Álvarez de Albornoz (segle xiv).
Del 1798 al 1800 formà part de la República Romana i després de l'Imperi Francès (1808-1814) retornant al papa el 1814, domini confirmat el 1815 al congrés de Viena. El 1860 va passar a Itàlia.